# Sabori u Orangeu
Sabori ili sinodi u Orangeu su zajednički naziv za dva crkvena koncila održana u današnjem Orangeu u Francuskoj. 
Prvi sabor u Orangeu, koji je tada još uvijek bio pod zapadnorimskom vlašću je održan 8. studenog 441. pod predsjedanjem biskupa Hilarija od Arlesa. Njemu je prisustvovalo 17 biskupa, a na kraju je doneseno 30 kanona vezanih uz pomazanje bolesti, pravo na azil, te naglašena nužnost svećeničkog celibata.
Drugi sabor u Orangeu je održan 3. srpnja 529. kada se Orange nalazio pod ostrogotskom vlašću, a predsjedao mu je Cezarije od Arlesa. Poznat je po tome što je potvrdio teološki nauk Svetog Augustina i osudio pelagijanstvo. Njegove je odluke potvrdio papa.

## Vanjske poveznice
- Canons of the Second Council of Orange  Arhivirana inačica izvorne stranice od 8. ožujka 2005. (Wayback Machine)